# Thérapie d'intégration sensorielle
Une thérapie d'intégration sensorielle (TIS) ou Sensory integration therapy (SIT) en anglais) est l'une forme de thérapies dites « sensorielles ».
Son modèle initial a été développé par l'ergothérapeute, docteur en psychologie et neurosciences Anna Jean Ayres et publié dans les années 1970. Il vise à aider les enfants ayant des difficultés de traitement de l'information sensorielle, et plus précisément à traiter le trouble de l'intégration sensorielle (parfois aussi dénommé dysfonctionnement sensoriel intégratif).
Dans son acception originale, la thérapie d'intégration sensorielle (ou ASI pour Ayres Sensory Integration®), est basée sur la théorie de l'intégration sensorielle d'Anna Jean Ayres. Cette dernière a postulé que le traitement des informations sensorielles par le cerveau est le socle des apprentissages ultérieurs, qui conduiront au compétences et interactions sociales réussies, et à la régulation émotionnelle, à l'apprentissage tout au long de la vie et au comportements nécessaires à la participation à la vie quotidienne ; l'intégration sensorielle étant ici définie comme le processus d'organisation des sensations et stimuli environnementaux (ou internes au corps) perçus par le corps via les organes des sens.
La thérapie d'intégration sensorielle (ASI) repose d'abord sur une évaluation précise des trois types de troubles d'intégration sensorielle potentiellement en cause :
1. troubles de discrimination sensorielle (liés aux sens) ;
2. troubles de modulation sensorielle (hyper-réactivité, hyporéactivité, recherche sensorielle) ;
3. troubles moteurs d’origine sensorielle (dyspraxie, troubles posturaux).

Pour cela le SIPT est le test utilisé ; il combine 17 tests (nécessitant deux à quatre heures). Construit sur la base d'un référentiel issu de statistiques issues d'un suivi de plusieurs milliers d'enfants, il propose des « mesures » de références, et se base sur des corrélation entre écart à la norme et troubles.
Des exercices sont ensuite proposés à l'enfant qui semble en avoir l'utilité, pour lui offrir un programme de stimulation sensorielle adaptée à son niveau de développement et à son profil sensoriel ; ces stimulations doivent avoir du sens pour lui (il n'est jamais forcé).
- L'ASI a ensuite été utilisée et/ou étudiée par différentes professions à divers niveaux, et notamment par des ergothérapeutes, mais aussi par des chercheurs s'intéressant aux thérapies occupationnelles, ou encore par les psychologues au niveau cellulaire qu'intéressait l'« intégration multisensorielle »[3].
- En tant qu'approche thérapeutique ou interventionnelle, l'ASI est aussi utilisée comme « cadre clinique de référence pour l'évaluation et le traitement des personnes présentant des troubles fonctionnels du traitement sensoriel »[4].
- l'efficacité de l'ASI n'est pas prouvée pour tous les enfants, mais un consensus d'experts, repris dans les recommandations de bonnes pratiques dans le domaine de l’autisme produites en 2012 par la Haute Autorité de santé en 2012, a conclu à son intérêt  pour certains enfants/adolescents avec trouble envahissant du développement (autistes notamment, y compris dits « de haut niveau » semble-t-il)[5] quand des évaluations du fonctionnement avaient chez eux mis en évidence des spécificités sensorielles et/ou motrices. L'ASI peut améliorer leur capacité d'attention, et diminuer leur stress et certains comportements inadaptés face aux stimulations sensorielles de la vie courante.

## Rappels des concepts et du cadre théoriques
La théorie de l'intégration sensorielle d'Anna Jean Ayres porte sur :
- la manière dont le processus neurologique de traitement et d'intégration des informations sensorielles du corps et de l'environnement contribue à la régulation émotionnelle, à l'apprentissage, au comportement et à la participation à la vie quotidienne[2] ;
- les troubles de l'intégration sensorielle d'origine empirique[6],[7] ;
- les approches et stratégies d'intervention pour les entrées sensorielles (input sensoriel)[8].

Le docteur Ayres définit l'intégration sensorielle comme l'organisation des sens d'un individu pour leur utilisation. Le cerveau doit organiser, hiérarchiser et interpréter les sensations pour que la personne puisse bouger, apprendre et vivre dans son environnement et la société.
La théorie de l'intégration sensorielle est utilisée pour expliquer pourquoi, face à divers stimuli, les individus se comportent d'une manière particulière, et comment planifier (ou non) une intervention en réponse à des difficultés particulières et comment prédire comment leur comportement changera à la suite de cette intervention.
Les personnes ayant des difficultés de traitement sensoriel présentent souvent des comportements et un fonctionnement typiquement inhibés ou retardés, ou au contraire anormalement exacerbés, car selon Ayres entravés par des interférences dans le traitement neurologique et l'intégration des entrées sensorielles.
Le dysfonctionnement sensoriel affecte le traitement neurologique des informations sensorielles et par suite des systèmes sensoriels, avec donc aussi des effets négatifs sur l'apprentissage et le développement. L'ASI montre l'influence critique du traitement sensoriel sur la croissance et le développement de l'enfant. Il aide à comprendre la façon dont la « sensation » affecte l'apprentissage, le développement socio-émotionnel et les processus neurophysiologiques, tels que la performance motrice, l'attention et l'excitation.

## Pratique
Les personnes atteintes d'un trouble du traitement sensoriel ou d'un dysfonctionnement sensoriel intégratif éprouvent des problèmes avec tout ou partie des organes ou fonctions de leurs systèmes sensoriels (toucher, odorat, ouïe, goût, vue, et organes de la proprioception impliqués dans la coordination corporelle et du mouvement contre la gravité notamment. Elles peuvent en conséquence, pour certaines, éprouver des difficultés de mouvement, de coordination et de détection de la position de leur corps dans un espace donné.
L'ASI se concentre sur trois principaux systèmes sensoriels :
1. vestibulaire ;
2. proprioceptif ;
3. tactile.

Chaque système sensoriel possède ses propres récepteurs et est relié à des cellules spécifiques qui dans le corps transmettent des messages au cerveau. Ces récepteurs sont situés dans des parties spécifiques du corps — gustatif/goût (bouche), olfactif/odorat (nez), visuel (œil), auditif (oreille) et vestibulaire (oreille interne). D'autres récepteurs sont répartis dans tout le corps — tactile (peau) et proprioceptif (muscles, articulations, certains organes internes),. Les influx nerveux ou signaux hormonaux générés par ces récepteurs n'arrivent pas à la même vitesse dans les zones du cerveau qui doivent les traiter.
La thérapie d'intégration sensorielle (on parle aussi parfois de traitements sensoriels ou d'interventions sensorielles) fournit des activités ou des expériences sensorielles pour aider les individus (enfants la plupart du temps) à mieux répondre aux stimuli environnementaux (c.-à-d. aux entrées sensorielles), notamment chez les autistes dont une étude récente laisse penser qu'ils surpassent les enfants neurotypiques quand ils apprennent à partir d'erreurs détectées par la proprioception, alors qu'ils sous-performent par rapport à ces mêmes enfants neurotypiques quand ils apprennent à partir d'erreurs détectées par la vue (ce qui pourrait être lié à des différences neurologiques dans une région du cervelet antérieur).
Son objectif principal est d'améliorer le traitement sensoriel interne, l'autorégulation des perceptions, et les capacités de fonctionnement adaptatif afin d'aider l'enfant à apprendre et profiter avec succès des expériences de la vie quotidienne,.
Les interventions ou activités sensorielles sont structurées et individualisées en fonction de l'âge et des besoins individuels spécifiques à chaque enfant. Elles vont d'activités passives (par exemple : porter des bracelets ou un gilet lestés, dormir ou se reposer sous une couverture lestée ; recevoir des câlins ; jouer avec de la crème à raser…) à des activités physiques et de réflexion actives (ex. : tourner, sauter sur un trampoline, courir, grimper, marcher sur des blocs à motifs),.
Selon les partisans de la thérapie d'intégration sensorielle, le dysfonctionnement d'intégration sensorielle est un trouble courant chez les personnes ayant des troubles d'apprentissage neurologiques tels qu'un trouble du spectre autistique,, un  trouble déficitaire de l'attention avec hyperactivité et un dysfonctionnement de la modulation sensorielle.

## Exemples de surcharge sensorielle

### Pour le système visuel
- l'enfant ouvre les yeux quand les lumières sont trop vives, ou fixe des lumières vives, fluorescentes ou scintillantes ;
- regarde avec fascination des objets qui tournent ;
- maintient les objets extrêmement près de ses yeux ou de son visage ;
- se tourne dans la direction opposée ou s'éloigne de l'endroit où le professeur enseigne ;
- est facilement distrait dans des pièces extrêmement organisées ou non-organisées ;
- manque de contact visuel ou regarde au-delà du visage de la personne ;
- se montre accablé par trop de couleurs, de matériaux de textures ou d'images, de bruit ou de monde dans la pièce ;
- Tourne ou incline la tête lors de la lecture sur une page.

### Pour le système auditif
- se couvre les oreilles et montre des signes de souffrance intense quand des bruits forts se produisent (ex. : alarme d'exercice d'incendie, cris, sirènes…), ou se couvre les oreilles à la cafétéria, dans les magasins ou dans la salle de bain, s'enfuit lorsque les toilettes fonctionnent…
- s'éloigne des zones bruyantes, se plaint de bruits à l'intérieur de la chambre ou dehors ;
- chante pour lui-même ;
- Préfère la musique très forte (ou au contraire pas de musique du tout).

### Système tactile
- évite de toucher certaines surfaces ou textures, ou au contraire montre une fascination anormale pour des tissus ou des textures spécifiques ;
- touche tout ce qui est en vue ;
- ne réagit pas à la douleur ;
- peut mordre ou sucer sa propre peau ;
- ne réagit pas ou au contraire réagit excessivement aux températures extrêmes (ex. : porte un short lorsqu'il fait extrêmement froid et n'enlève pas son manteau dans une pièce chaude) ;
- n'aime pas se salir les mains et les pieds, se mouiller, toucher du sable ou la peinture ;
- évite qu'on lui touche les cheveux, le visage ou la tête.

### Système gustatif (goût)
- L'enfant refuse de manger certains aliments ;
- est hypersensible ou hypo-sensible aux aliments chauds ou froids ou au goût extrême (c.-à-d. citrons, sauce piquante, beaucoup de sel ou de poivre) ;
- lèche, goûte ou essaie de manger de la pâte à modeler, du papier, des objets ou des jouets.

### Système olfactif (odeur)
- semble vouloir sentir tout ce qu'il touche, renifle les autres ;
- hypersensible ou hypo-sensible aux odeurs (c'est-à-dire parfum, assainisseurs d'air, huiles essentielles, excréments) ; peut ne pas sentir ou reconnaître les mauvaises odeurs ; ou respire par la bouche au lieu du nez (même quand le nez n'est pas encombré).

### Système vestibulaire
- peut sembler « rechercher des sensations fortes » (ex. : sauter de « trop » haut, grimper sur des meubles, courir extrêmement vite), aime être la tête en bas ; peine à s'asseoir ou à rester immobile ;
- se bascule d'avant en arrière ;
- préfère s'allonger au lieu de s'asseoir ;
- perd facilement l'équilibre en marchant, en montant et en descendant les escaliers ou en se tenant debout.

### Système proprioceptif
- touche les murs en se déplaçant
- se tient trop près lorsqu'il parle aux autres
- mâche, tire ou tord des objets (ex. : crayons, vêtements, jouets, une main ou un bras)
- se penche, trébuche, tombe ou se cogne accidentellement contre des objets ou des personnes
- tombe délibérément au sol ou se cogne contre des objets
- marche de manière raide et mal coordonnée
- tire constamment ses doigts ou fait craquer les jointures
- Casse fréquemment des jouets ou des objets

## Exemples d'activités sensorielles

### Visuel
- Toupies ou jouets
- jouets lumineux (lampe de poche ou une lampe stylo pour attirer l'attention)
- jeux de mémoire visuelle
- craie ou craies grasses de couleur, marqueurs, crayons, feutres…
- lampes à lave
- bulles
- se voir dans le miroir
- coloriage
- table lumineuse
- exploration de l'ombre
- jeu de parachute

### Auditif
- Incorporer de la musique aux activités
- Casque antibruit
- Bruit de fond, bruit blanc ou machine à sons
- Livres, puzzles, jouets ou objets à manipuler avec du son
- Papier bulle
- Claquer des mains ou des doigts, applaudir, piétiner
- Jouer avec un instrument de musique
- Jouet Kazoo
- Écouter les sons de la nature dehors (ex. : oiseaux, canards, chiens…)

### Tactile
- argile, pâte à modeler, pâte à sel, pâte à malaxer de type Theraputty (non toxique, non salissant)
- bac sensoriel (ex. : avec riz, haricots, céréales ou perles d'eau…)
- jeu de sable ou d'eau
- frotter les mains et bras avec une lotion de massage
- jouets Fidget
- jouer avec des gants grattants, papier de verre, boules de coton, brosses
- écrire ou peindre avec les doigts ou jouer avec de la crème à raser ou de la crème fouettée
- papier bulle
- bandes de feutre
- papier mousse texturé
- échantillons de tapis
- jouer à s'habiller et entraînez-vous à fermer, à boutonner, à casser, à nouer ou à boucler des lacets

### Gustatif (Goût)
- Jouets pour la bouche et à mâcher
- jouets vibrants
- brosse à dents vibrante
- goûter l'aigre, le salé, le sucré, l'acide, le croquant, etc.
- boire des liquides chauds ou froids, crémeux ou non
- variété de types de paille (c'est-à-dire dure, molle, en caoutchouc, texturée)

### Olfactif (odeur)
- lotion aux arômes calmants ou « alertants »
- savons parfumés (non allergique) pour se laver les mains
- diffuseur d'huiles essentielles, colliers, bracelets (si pas porté à la bouche)
- marqueurs ou autocollants parfumés (non toxiques)
- pâte à modeler parfumée, peinture au doigt ou « pâte sensorielle »
- bulles parfumées
- créer des pots pourris ou des bouteilles parfumées avec des arômes, épices ou huiles

### Vestibulaire
- Fauteuil à bascule, balançoire, système « virevoltant »
- se pencher en avant jusqu'à avoir la tête plus basse que le cœur
- faire des mouvements rapides et alternés
- conduire des tricycles, apprendre à utiliser une planche à roulettes…
- faire des sauts, du trampoline
- Rebondir et rouler sur une balle thérapeutique (lentement ou vite)
- Chaise boule de thérapie
- Sit N Spin
- adopter un itinéraire plus long pour le parcours maison-classe
- Jouets vibrants

### Proprioceptif
- dans une aire de jeux - grimper, s'accrocher, courir, sauter sur place (ou non) et passer sous l'équipement, faire une course d'obstacle, marcher en brouette…
- creuser ou verser du sable
- trampoline
- Exercices physiques thérapeutiques, psychomotricité
- Marcher en ours, crabe, ramper
- postures de yoga
- pousser ou transporter une lourde boîte dans la pièce
- porter un sac à dos lesté
- combinaison sensorielle élastique (type body sox)…

## Critiques, données probantes sur l'efficacité pour certains profils (autistiques notamment)
Les interventions sensorielles sont prescrites dans un assez large nombre de cas, bien qu'il existe un manque de preuves scientifiques d'efficacité ou un désaccord sur leur valeur thérapeutique générale, en grande partie en raison de problèmes de méthodologie et de confusion des termes et/ou de confusion avec des méthodes similaires et apparentées limitant les possibilités de comparaisons inter-étude,,.
La théorie d'intégration sensorielle d'Ayres a été et reste fréquemment critiquée.
Mais depuis les années 2010, des preuves émergentes, basée sur une méthodologie améliorée, laissent penser que des preuves de l'utilité des approches proposés par Ayres sont en train d'émerger,, au moins pour le soutien aux profils autistiques.

Hume et ses collègues soutiennent l'utilisation de l'intégration sensorielle d'Ayres (ASI), expliquant pourquoi l'examen de la science et des preuves devrait être continu.
Le présent rapport met à jour et prolonge le travail sur les pratiques d'intervention ciblées et fondées sur des données probantes commencé par une première revue de la littérature de 1997 à 2007 (Odom et al. 2010a, b) et prolongé par un deuxième rapport qui a couvert la littérature de 1990 à 2011 (Wong et al. 2015); l'extension de cette revue systématique jusqu'en 2017 a ajouté 567 articles à la revue. Au fur et à mesure que la littérature sur les interventions a fourni plus d'informations empiriques et que les pratiques ont évolué, certaines des classifications ont nécessité une reconceptualisation et une révision des définitions précédentes. Dans un domaine de recherche actif, les connaissances ne s'arrêtent pas et, en fait, l'identification des EBP devrait être dynamique, reflétant la croissance des connaissances au fil du temps (Biglan et Ogden 2019).
Dans leur article, ils affirment clairement l'importance de définir clairement ce qu'est la thérapie d'intégration sensorielle et ce qu'elle n'est pas ; aidant à clarifier et à délimiter la pratique clinique rapportée dans leur article, à partir d'autres approches connexes basées sur la théorie AIS (ou  Ayres SI).
Il est important de noter que (dans le cadre de l'ASI), l'intégration sensorielle fait explicitement référence au modèle d'intégration sensorielle classique développé par Jean Ayres (2005) et non à une variété d'interventions qui traitent des problèmes sensoriels mais qui se sont avérées manquer de preuves d'efficacité (Case-Smith et al. 2015 ; Watling et Hauer 2015).

## Histoire
Dans les années 1950, le docteur Anna Jean Ayres, ergothérapeute et psychologue, a développé la théorie et le cadre de l'intégration sensorielle.
Son livre Sensory Integration and the Child, publié pour la première fois dans les années 1970, visait à aider les familles, les thérapeutes et les éducateurs d'enfants ayant des difficultés de traitement sensoriel et des troubles de traitement sensoriel ; il s'agissait de les aider à mieux organiser et à améliorer l'autorégulation de leurs entrées sensorielles corporelles et environnementales,.
L'approche d'Ayres a proliféré parmi les professionnels de la thérapie et de l'éducation au cours des dernières décennies, se heurtant parfois à une certaine résistance d'ergothérapeutes et de praticiens d'autres disciplines.